# Mahani Teave
Mahani Teave Williams (Hawái, Estados Unidos, 14 de febrero de 1983) es una pianista chileno-estadounidense de origen rapanui. Se ha destacado como una de las principales exponentes del piano en Chile, participando en varios concursos y realizando presentaciones en escenarios de todo el mundo.

## Biografía

### Primeros años
Mahani Teave nació el 14 de febrero de 1983 en Hawái, su madre era una azafata estadounidense y su padre un cantante tradicional y artista plástico rapanui. Siendo muy pequeña, la familia regresó a Rapa-Nui, donde transcurrió la niñez de la artista.
En 1992 a la tardía edad de 9 años Teave tuvo su primer contacto con el piano, debido a que Erica Putney —una violinista alemana radicada en Yugoslavia— llegaría a la isla, junto a su piano vertical Peterson. Tras mucho insistir a su madre (y a la misma Putney) que la nueva habitante le enseñara a tocar, lo logró: la madre de Mahani le pidió que le enseñara algo, pensando que se aburriría pronto.
Sin embargo esto no pasó. Y la niña de 9 años hizo al pie de la letra todo lo que le pidió la alemana, en un intento por ganar su confianza. A pesar de sus esfuerzos, a los 10 meses Erica Putney y su marido George empezaron a tener problemas con la visa y tuvieron que partir a Guam, llevándose consigo el piano.
El mismo año, poco antes de la partida de Putney, aún con el piano en la isla, conoció al pianista chileno Roberto Bravo, quien venía a hacer un concierto a la isla. Su madre contactó con él, preguntándole realmente por el talento que pudiera tener la niña. Este reconoció el talento en la niña, pero advirtió a la madre que si quería que Mahani tuviera alguna oportunidad debían irse de la isla. Así, Bravo le aconsejó irse a Santiago o a Valdivia y que él le ayudaría con los contactos. Su madre tomó la segunda opción: partiendo con Mahani, su madre y su hermana menor.

### Estudios y carrera musical

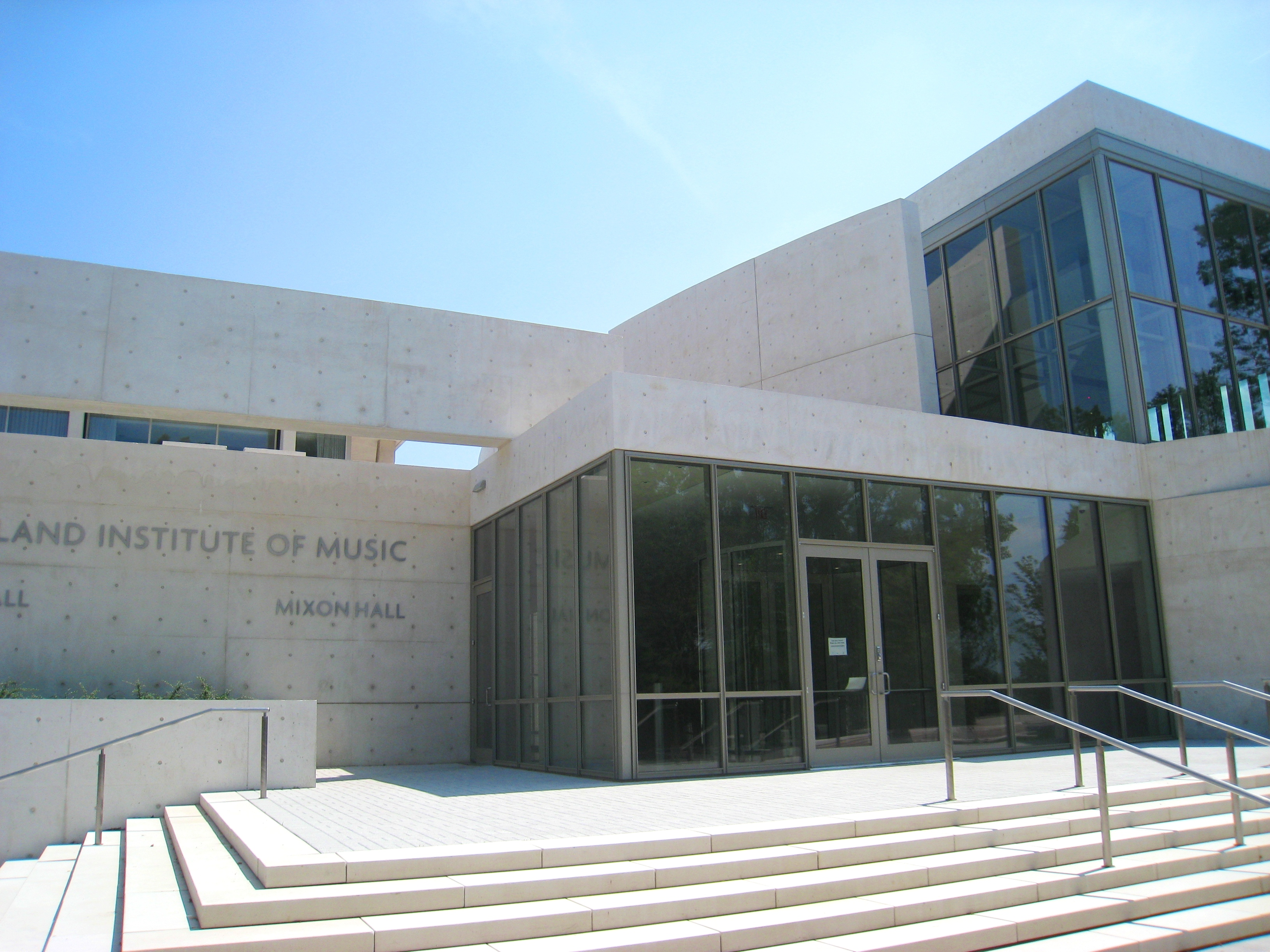
Entrada del Cleveland Institute of Music, en Ohio, Estados Unidos. Instituto donde Teave se especializó.

Al año siguiente, comenzó sus estudios con la pianista Ximena Cabello en el Conservatorio de Música de la Universidad Austral de Chile. Desde esa fecha hasta fines de 2001, fue alumna de la Carrera de Interpretación Musical con Mención en Piano, titulándose en noviembre del mismo año con honores.
Posteriormente se radicó en Estados Unidos, obteniendo su maestría en el Cleveland Institute of Music en Cleveland, Ohio el 2002. Y a pesar de que no volvió a hacer otro programa de posgrado por falta de fondos, mantuvo su relación con su maestro de la cátedra de piano, Sergei Babayan mediante clases privadas.[cita requerida]
Se ha presentado como solista junto a diversas orquestas chilenas, entre ellas la Orquesta Sinfónica de la Universidad de Concepción, la Orquesta de Cámara de Valdivia, la Orquesta Filarmónica de Temuco y la Orquesta Sinfónica Nacional Juvenil, Santiago. Ha ofrecido recitales en Santiago, Valdivia, Iquique y otras ciudades de Chile, incluyendo recitales junto a Roberto Bravo en La Moneda y el Congreso Nacional. Así como también en el resto del mundo, ejemplos de ello son sus recitales en Argentina, Estados Unidos y Alemania.
En 2018, fue parte de la tercera edición de Ruidosa Fest, el primer festival latinoamericano integrado únicamente por mujeres, siendo la primera mujer de origen rapanui en participar. 

## Proyectos para Isla de Pascua
En una entrevista en 2008, cuando le preguntaron que por qué no visitaba más seguido su hogar, dijo: porque no tenía cómo preparar sus conciertos. Su respuesta generó un efecto que Teave no creía: El Banco Itaú auspició una gira en 2010 y en noviembre de 2011 le donaron dos pianos negros alemanes. Era el comienzo de su proyecto. La casualidad, dice Teave, es que eran parecidos a los de la señora Putney.
Sin embargo un piano en manos de los isleños sin profesor no servía. Mahani, entonces, mandó una oferta a Santiago a todos los profesores que consideraba buenos. No obstante, le respondieron que la oferta económica era un chiste y una ofensa. Cuando pensó que no encontraría a nadie idóneo y dispuesto, apareció Valeria Prado, una chilena que residía en Brasil, en un período de transición en su vida, dispuesta a aceptar la aventura. Su escuela gratuita tenía cuatro profesores de música, tres administrativos estables, más algunos colaboradores y cupos para 75 niños, mediante Fondarts (Fondo Nacional de Desarrollo Cultural y las Artes), crowdfundings, privados y creatividad.
Finalmente, en 2013 terminaría creando junto a otros jóvenes que querían ayudar a la isla, la ONG llamada Toki, cuya finalidad es mejorar la isla y su patrimonio. En noviembre del mismo año, junto al arquitecto Michael Reynolds, algunos de sus invitados y miembros de la comunidad, la gente de Toki propusieron levantar su propio centro de cultura Rapa Nui, donde se darán todas las clases de música, además de otros talleres. Una construcción de ocho piezas en 5600 m².
Posteriormente la ONG inauguraría la Escuela de Música y las Artes de Rapa Nui junto a Desafío Levantemos Chile, Entel Chile y la Ilustre Municipalidad de Isla de Pascua, la que fue todo un desafío «principalmente por la distancia y falta de materiales, pero gracias al esfuerzo de mucha gente fue posible».

## Discografía

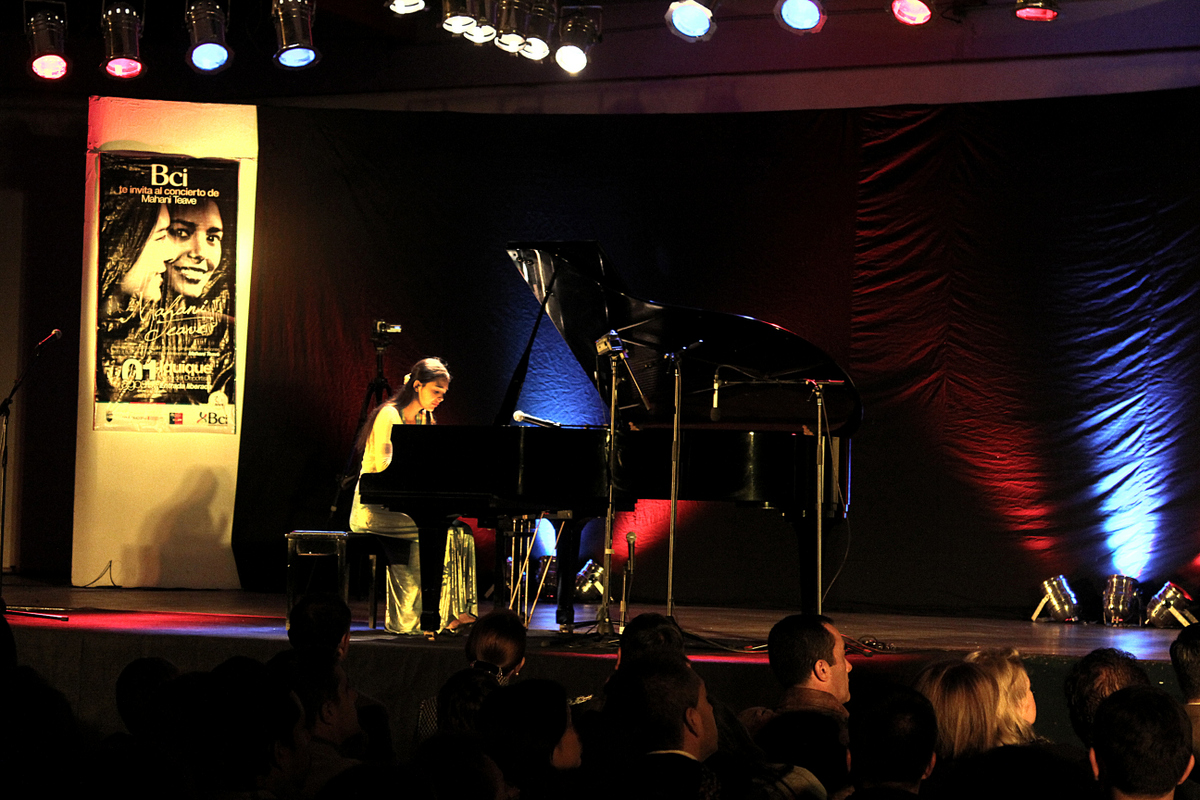
Teave durante una presentación.

- Rapa Nui Odyssey (2021)

## Premios y reconocimientos
En 1999 fue la ganadora máxima del Concurso Nacional e Internacional “Claudio Arrau”, obteniendo además el premio a la mejor obra común y el premio al más extraordinario talento del concurso. En diciembre de 2001, obtuvo el Primer Premio en el Concurso Internacional de Piano “Ciutat de Palmanyola” (Palma de Mallorca, Islas Baleares, España). Fue ganadora del “Concerto Competition” en el Cleveland Institute of Music en 2004, siendo premiada con un concierto como solista junto a la orquesta sinfónica del instituto ya mencionado. En 2017 fue reconocida como una de las mujeres líderes de Chile.